# حامول مخمس
الحامول المخمس أو الهالوك المخمس أو الكَشُوث المخمس أو الكَشُوثَاء المخمسة أو الزُحْمُوك المخمس أو كوسكوتا پينتاگونا (الاسم العلمي:Cuscuta pentagona) هو نوع من النباتات يتبع جنس الحامول من الفصيلة المحمودية.
وهي كرمة رفيعة برتقالية اللون يمكنها أن تنمو حتى ثلاثة أقدام طولا وتنتج أزهارا بيضاء صغيرة ذات خمس بتلات وتوجد على امتداد أمريكا الشمالية. والمعروف عنها أنها لا تمتلك أوراقا. فهي ليست خضراء لأنها تفتقر إلى الكلوروفيل. وهذه النبتة تأخذ غذاءها من جاراتها. إنها نبات طفيلي parasitic. ولكي تحيا، تعلق نفسها على نبات مضيف وتمتص المواد المغذية التي يزودها بها عن طريق حفر زائدة في الجهاز الوعائي للنبات المضيف. وما يجعل الحامول المخمس مدهش حقا أن له تفضيلات بالنسبة للغذاء فهو يختار أي جارة يهاجم.

## بذور الحامول المخمس
تنتشر بذرة الكوسكوتا كبذرة أية نبتة أخرى. وتنمو الأشطاءshoots الجديدة في الهواء، وتحفر الجذور الجديدة في التراب. ولكن هالوكا dodder صغيرا متروكا وحده سوف يموت إذا لم يجد بسرعة مضيفا يعتاش عليه. وبينما تنمو بادرات الهالوك تقوم بتحريك رؤوس أشطائها بشكل دوائر صغيرة، سابرة المحيط بالطريقة التي نفعلها بأيدينا عندما نكون معصوبي الأعين أو نبحث عن مفتاح مصباح المطبخ في منتصف الليل. وإذ تبدو هذه الحركات عشوائية للوهلة الأولى، إذا كان الهالوك بجوار نبات (ولنقل نبتة طماطم)، فإنه يتضح سريعا أنه يلتوي وينمو ويدور باتجاه نبتة الطماطم التي سوف تزوده بالغذاء. فالهالوك يلتوي وينمو ويدور حتى يجد أخيرا ورقة الطماطم. ولكن بدلا من أن يلمس الورقة، فإنه يغوص للأسفل ويستمر بالحركة إلى أن يجد ساق نبتة الطماطم، وفي حركة أخيرة من الانتصار يدير نفسه حول الساق، ويرسل نتوءات مجهرية ميكروية في لحاء phloem الطماطم الأوعية التي تنقل النسغ السكري للنبات، ويبدأ بامتصاص السكاكر بما يمكنه من الاستمرار بالنمو وأخيرا الإزهار.
وقد تم توثيق هذا السلوك في فيلم من قبل <C. دي مورايس> عالمة حشرات في جامعة پنسلڤانيا التي يتركز اهتمامها الرئيسي على فهم الإشارات الكيميائية الطيارة ما بين الحشرات والنباتات وما بين النباتات بعضها بعضا. وقد ركز أحد مشاريعها على معرفة كيف تجد كوسكوتا مكان فريستها. وقد بينت أن عرائش الهالوك لا تنمو البتة نحو الأصص pots الفارغة أو الأصص الحاوية على نباتات مزيفة، ولكنها تنمو حصرا نحو نباتات الطماطم بغض النظر أين وضعتها: في الضوء، في الظل، في أي مكان. لقد افترضت <دي مورايس> أن الهالوك في الواقع قد شم الطماطم. وللتحقق من فرضيتها قامت هي وتلامذتها بوضع الهالوك في أصيص في صندوق مغلق ووضعت الطماطم في صندوق مغلق ثان. وتمّ وصل الصندوقين بوساطة أنبوب دخل صندوق الهالوك من جهة واحدة مما يسمح بالجريان الحر للهواء ما بين الصندوقين. فكان الهالوك المعزول ينمو باستمرار تجاه الأنبوب، مما يوحي أن الطماطم كانت تبث رائحة تنبعث من خلال الأنبوب إلى صندوق الهالوك، وأن الهالوك أحبها.
إذا كانت كوسكوتا تسعى بحق نحو رائحة الطماطم، فربما يمكن لدي مورايس أن تصنع عطر الطماطم، لترى ما إذا كان الهالوك سيحاول النمو باتجاه هذا العطر. صنعت دي مورايس خلاصة ساق ماء الطماطم ووضعتها على مسحات قطنية ثم وضعت المسحات على عيدان في أصص بجوار الكوسكوتا. وبالنسبة إلى الشاهد	control، فقد وضعت بعض المذيبات التي استخدمتها لصنع عطر الطماطم على مسحات قطنية أخرى ووضعت على عيدان بجوار الكوسكوتا أيضا. وكما هو متوقع، فقد خدعت الهالوك بجعله ينمو باتجاه القطن الذي يبث رائحة الطماطم، ظنا منه أنه سيجد الغذاء. ولم ينمُ باتجاه القطن ذي المذيبات.
وإذا خُـيِّر ما بين الطماطم والقمح، فإن الهالوك سوف يختار الطماطم. فإذا زرعت الهالوك في بقعة متساوية المسافة بين أصيصين أحدهما يحوي قمحا والآخر يحوي طماطم, فإن الهالوك يتجه نحو الطماطم. وعلى المستوى الكيميائي البحت، فإن ماء الطماطم وماء القمح متماثلان إلى حد ما. فكلاهما يحوي بيتا- ميرسين beta-myrcene، وهو مركب طيّار (واحد من مئات الروائح الكيميائية الفريدة المعروفة) يمكنه بمفرده أن يَحثّ كوسكوتا على أن تنمو باتجاهه. فلماذا التفضيل إذن؟ إحدى الفرضيات الواضحة هي تعقيد الشذا(3). إضافة إلى إطلاقه للبيتا- ميرسين، فإن الطماطم تطلق مادتين كيميائيتين طيارتين أخريين، صانعة عبيرا لا يقاوم إجمالا ليجذب الهالوك. ومن ناحية أخرى، يحوي القمح رائحة واحدة فقط منهما جاذبة للهالوك البيتا- ميرسين، والأكثر من ذلك، أن القمح لا يَصْنَعُ الأقلَّ من الجاذبات وحسب ولكنه يَصْنَعُ أيضا	(Z-3-(Z هيكسينيل أسيتات Z(Z)-3-Hexenyl	acetate الذي ينفـّر الهالوك أكثر من جذب البيتا- ميرسين له. وفي الواقع، فإن الكوسكوتا ينمو بعيدا عن	(Z-3-(Z هيكسينيل أسيتات إذ يجد ببساطة أن القمح منفر له.
يَتَنَسَّم علماء النبات نَفْحة عن الطرق التي تشم بها نبتةٌ نبتةً أخرى. فبعض النباتات تميز جاراتها المصابة عبر الرائحة؛ وأخرى تتنشّق وجبة طعام. إذ تطلق النباتات باقة من الروائح في الهواء حولها. لم يزل علماء البيولوجيا يؤكدون أن النباتات تستجيب الواحدة منها لعطور الأخرى. تستعد بعض النباتات لمعركة عندما تشم رائحة نباتات مجاورة مصابة، في حين أن عريشة هالوك طفيلي تتعرف بالشم المضيّفات السليمة.

## روابط خارجية
- USDA Plants Profile